# Râul Valea Ursului, Gârcin
Râul Valea Ursului este un curs de apă, afluent al râului Gârcin. 